# Stämmoveckan
Under Stämmoveckan, i början av juli varje år, arrangeras ett antal sinsemellan oberoende spelmansstämmor i Hälsingland och Dalarna. Stämmobesökarna är delvis de samma på flera av dessa och drar från plats till plats med sina tält, husvagnar, husbilar, fioler eller andra instrument samt dansskor. Delsbostämman går av stapeln den första söndagen i juli. Bingsjöstämman inträffar första onsdagen i juli. 
- Lördag - Förstämma i Delsbo alternativt Norrbostämman.
- Lördag afton - Tobaksspinnarstämman: Dans och spel på Nugoses, Heden i Nås
- Söndag - Delsbostämman (infaller före Bingsjöstämman om det är söndag 1, 2, 3 eller 4 juli).
- Söndag afton - Tobaksspinnarstämman: Dans och spel på IOGT-lokalen, Skansbacken i Nås
- Måndag - Tidigare Folk och Dans i Svaben, Svabensverk som nu är nedlagd.
- Måndag - Tobaksspinnarstämman i Nås
- Tisdag - Tjuvstart på Bingsjöstämman
- Onsdag - Bingsjöstämman (första onsdagen i juli)
- Torsdag - Östbjörka spelmansstämma
- Fredag - Spelmansstämma i Boda
- Lördag - Bystugudans i Nedre Gärdsjö i Rättvik
- Fredag - söndag  - Delsbostämman (infaller efter Bingsjöstämman om det är söndag 5, 6 eller 7 juli)